# College (miejscowość)
College – jednostka osadnicza w Stanach Zjednoczonych, w stanie Alaska, w okręgu Fairbanks North Star.